# Dicapetalàcies
Dichapetalaceae és una família de plantes amb flors que consta de 3 gèneres i unes 165 espècies. Els membres d'aquesta família són arbres, arbusts o lianes que estan distribuïts en els tròpics i subtròpics de tot el món.
L'espècie Dichapetalum cymosum es troba a Àfrica del Sud i és molt verinosa donat que conté fluoracetat de sodi.